# هير فيرز
هير فيريز (Hair Fairies) هي سلسلة من الصالونات العلاجية مخصصة لإزالة قمل الرأس. يقع المقر الرئيسي لتلك الشركة في لوس أنجلوس بكاليفورنيا وتوجد صالونات «هير فيريز» في لوس أنجلوس وسان فرانسيسكو وسان دييجو ومدينة نيويورك وشيكاغو. وتقدم «هير فيريز» سلسلة من المنتجات الطبيعية غير السامة، والتي تتضمن مكونات مثل إكليل الجبل ونبات الصبر الحقيقي «الألوة فيرا» والخزامي وزيت النعناع. أُسست «هير فيريز» في عام 1999 على يد ماريا بوثام (Maria Botham)، التي ترأس الشركة حاليًا.

## وصلات خارجية
- الموقع الرسمي لهير فيريز
- Lice Attack! على يوتيوب
- مراكز مكافحة الأمراض والوقاية منها